# Sonda de alimentación

Diagrama de la posición de una sonda de alimentación yeyunostómica

Una sonda de alimentación es un dispositivo médico que se utiliza para proporcionar nutrición a pacientes que no pueden alimentarse por vía oral, son incapaces de tragar con seguridad o que necesitan suplementos nutricionales. El estado de ser alimentado por una sonda de alimentación se denomina alimentación enteral o alimentación por sonda. La colocación puede ser temporal para el tratamiento de condiciones agudas o de por vida en el caso de una discapacidad crónica. En la práctica médica se utilizan una gran variedad de sondas de alimentación. Por lo general son de poliuretano o silicona. Se clasifican por el lugar de inserción y según su uso previsto.

## Indicaciones
Hay docenas de condiciones que pueden requerir alimentación por sonda. Las condiciones más comunes que requieren la colocación de una sonda de alimentación incluyen el nacimiento prematuro, desnutrición, trastornos neurológicos y neuromusculares, incapacidad para tragar, malformaciones anatómicas o post-quirúrgicas de la boca y el esófago, cáncer, síndrome de Sanfilippo y trastornos digestivos.[cita requerida]

## Tipos
Los tipos más comunes de sondas de alimentación incluyen aquellas colocadas a través de la nariz, incluyendo nasogástrica, nasoduodenal, y los tubos nasoyeyunal, y los colocados directamente en el abdomen, tales como un tubo de alimentación de gástrica, Gastroyeyunostomía, o yeyunostomía.

### Sonda nasogástrica
Una sonda de alimentación nasogástrica o sonda-NG se pasa a través de las fosas nasales, por el esófago hasta el estómago. Este tipo de sonda de alimentación se utiliza generalmente para la nutrición a corto plazo, por lo general menos de un mes, aunque algunos bebés y niños pueden requerir su uso durante un largo plazo. A las personas que necesitan alimentación por sonda durante un período de tiempo más largo se les coloca pasado el tiempo un tubo de alimentación gástrico más permanente. La ventaja principal de la sonda nasogástrica es que es temporal y relativamente no invasiva para el lugar, lo que significa que se puede quitar o sustituir en cualquier momento sin necesidad de cirugía. Las sondas-NG pueden tener complicaciones, especialmente relacionadas con la extracción accidental del tubo y la irritación nasal.

### Sonda nasoyeyunal
Una sonda nasoyeyunal es similar a una sonda NG, pero ésta se hace pasar a través del estómago y el yeyuno, la sección media del intestino delgado. Estos tipos de sondas se utilizan para las personas que no pueden tolerar la alimentación en el estómago, debido a la disfunción de este órgano, alteración de la motilidad gástrica, reflujo o vómitos intensos. Estos tipos de tubos deben ser colocados en un entorno hospitalario.

### Sonda de alimentación gástrica
Una sonda de alimentación gástrica es un tubo que se inserta a través de una pequeña incisión en el abdomen hasta el estómago y se utiliza para la nutrición enteral a largo plazo. Un tipo es la sonda gastrostomía endoscópica percutánea, la cual se coloca por vía endoscópica. Se inserta una aguja a través del abdomen, siendo visualizada dentro del estómago por el endoscopio. La inserción de la sonda dura unos 20 minutos. El tubo se mantiene dentro del estómago, ya sea por un globo en su punta o por una cúpula de retención que es más ancha que el tracto del tubo. Las sondas gástricas también pueden ser colocadas quirúrgicamente, utilizando una técnica abierta o laparoscópica.
La mayoría de las sondas gástricas se pueden cambiar fácilmente en casa. Son adecuadas para el uso a largo plazo, a pesar de que a veces necesitan ser reemplazados si se usan durante un largo periodo de tiempo. La sonda de gástrica puede ser útil cuando hay dificultad para tragar debido a trastornos neurológicos o anatómicos (accidente cerebrovascular, atresia esofágica, fístula traqueoesofágica).

### Otros tipos de sondas
- Sonda de drenaje gástrico
- Sonda de alimentación gastroyuyenostómica
- Sonda de alimentación yeyunostómica